# Eremogone acerosa
Eremogone acerosa là loài thực vật có hoa thuộc họ Cẩm chướng. Loài này được Pierre Edmond Boissier và Theodor Heinrich Hermann von Heldreich mô tả khoa học đầu tiên năm 1849 dưới danh pháp Arenaria acerosa. Năm 1973 Sergei Sergeevich Ikonnikov chuyển nó sang chi Eremogone.

## Phân bố
Loài bản địa Thổ Nhĩ Kỳ.